# Natação no Campeonato Mundial de Esportes Aquáticos de 2017 - 4x200 m livre feminino
A prova do revezamento 4x200 metros livre feminino da natação no Campeonato Mundial de Esportes Aquáticos de 2017 ocorreu no dia 27 de julho em Budapeste na Hungria.

## Recordes
Antes desta competição, os recordes mundiais e do campeonato nesta prova eram os seguintes:
| Tipo                  | Atleta | Tempo   | Local | Data                |
| --------------------- | ------ | ------- | ----- | ------------------- |
|                       | China  | 7:42.08 | Roma  | 30 de julho de 2009 |
| Recorde do campeonato | China  | 7:42.08 | Roma  | 30 de julho de 2009 |

## Medalhistas
| Ouro | Prata                                                                                | Bronze                                                                                                |
| Estados Unidos · Leah Smith · Mallory Comerford · Melanie Margalis · Katie Ledecky · Cierra Runge · Hali Flickinger · Madisyn Cox | China · Ai Yanhan · Liu Zixuan · Zhang Yuhan · Li Bingjie · Wang Jingzhuo · Shen Duo | Austrália · Madison Wilson · Emma McKeon · Kotuku Ngawati · Ariarne Titmus · Shayna Jack · Leah Neale |

## Resultados

### Eliminatórias
Esses foram os resultados das eliminatórias. Foram realizadas no dia 27 de julho com início às 10:48. 
| Pos. | Raia | Nacionalidade  | Nadadoras | Tempo   | Notas |
| ---- | ---- | -------------- | --- | ------- | ----- |
| 1    | 6    | China          | Zhang Yuhan (1:57.13) Liu Zixuan (1:56.82) Wang Jingzhuo (1:59.09) Shen Duo (1:58.71)                            | 7:51.75 | Q     |
| 2    | 8    | Japão          | Chihiro Igarashi (1:58.74) Rikako Ikee (1:58.53) Tomomi Aoki (1:58.64) Aya Takano (1:57.76)                      | 7:53.67 | Q     |
| 3    | 4    | Estados Unidos | Melanie Margalis (1:56.58) Cierra Runge (1:59.17) Hali Flickinger (1:58.46) Madisyn Cox (1:59.52)                | 7:53.73 | Q     |
| 4    | 5    | Austrália      | Madison Wilson (1:57.88) Kotuku Ngawati (1:58.82) Shayna Jack (1:58.77) Leah Neale (1:59.27)                     | 7:54.74 | Q     |
| 5    | 1    | Países Baixos  | Robin Neumann (1:59.00) Femke Heemskerk (1:56.51) Esmee Vermeulen (1:59.09) Marjolein Delno (2:00.56)            | 7:55.16 | Q     |
| 6    | 2    | Rússia         | Daria Ustinova (1:59.00) Viktoriya Andreyeva (1:57.95) Anastasia Guzhenkova (2:00.06) Arina Openysheva (1:58.66) | 7:55.67 | Q     |
| 7    | 7    | Hungria        | Ajna Késely (1:58.60) Evelyn Verrasztó (1:58.90) Zsuzsanna Jakabos (1:57.54) Fanni Gyurinovics (2:00.73)         | 7:55.77 | Q     |
| 8    | 3    | Canadá         | Katerine Savard (1:59.16) Mary-Sophie Harvey (1:59.39) Rebecca Smith (1:58.54) Kayla Sanchez (1:59.40)           | 7:56.49 | Q     |
| 9    | 0    | Itália         | Alice Mizzau (1:59.56) Stefania Pirozzi (1:59.58) Anna Mascolo (2:01.68) Simona Quadarella (2:02.00)             | 8:02.82 |       |
| 10   | 9    | Dinamarca      | Signe Bro (2:01.29) Marina Hansen (2:00.56) Maj Howardsen (2:02.38) Anina Lund (2:02.44)                         | 8:06.67 |       |

### Final
A final foi realizada em 27 de julho às 19h16. 
| Pos.              | Raia | Nadadoras      | Nacionalidade                                                                                                | Tempo   | Notas            |
| ----------------- | ---- | -------------- | --- | ------- | ---------------- |
| Medalha de ouro   | 3    | Estados Unidos | Leah Smith (1:55.97) Mallory Comerford (1:56.92) Melanie Margalis (1:56.48) Katie Ledecky (1:54.02)          | 7:43.39 |                  |
| Medalha de prata  | 4    | China          | Ai Yanhan (1:56.62) Liu Zixuan (1:56.34) Zhang Yuhan (1:56.54) Li Bingjie (1:55.46)                          | 7:44.96 |                  |
| Medalha de bronze | 6    | Austrália      | Madison Wilson (1:57.33) Emma McKeon (1:56.26) Kotuku Ngawati (1:58.31) Ariarne Titmus (1:56.61)             | 7:48.51 |                  |
| 4                 | 7    | Rússia         | Veronika Popova (1:55.95) Viktoriya Andreyeva (1:57.48) Daria Ustinova (1:56.93) Arina Openysheva (1:58.23)  | 7:48.59 | Recorde nacional |
| 5                 | 5    | Japão          | Chihiro Igarashi (1:57.84) Rikako Ikee (1:57.38) Tomomi Aoki (1:57.72) Aya Takano (1:57.49)                  | 7:50.43 | Recorde nacional |
| 6                 | 1    | Hungria        | Ajna Késely (1:58.62) Zsuzsanna Jakabos (1:58.09) Evelyn Verrasztó (1:58.34) Katinka Hosszú (1:56.28)        | 7:51.33 |                  |
| 7                 | 2    | Países Baixos  | Robin Neumann (1:58.83) Femke Heemskerk (1:55.46) Esmee Vermeulen (1:59.55) Marjolein Delno (2:00.45)        | 7:54.29 |                  |
| 8                 | 8    | Canadá         | Mary-Sophie Harvey (1:58.57) Rebecca Smith (1:58.70) Katerine Savard (1:58.23) Mackenzie Padington (2:00.07) | 7:55.57 |                  |

Legenda
| Recorde mundial       | Recorde mundial (World record)               |                       | Recorde africano                      | Recorde africano (African) |                                           | Q | Classificado por posição (Qualified) |
| Recorde do campeonato | Recorde do campeonato (Championship record)  | Recorde da América    | Recorde da América (Americas)         | q                          | Classificado por melhor tempo (Qualified) |   |                                      |
| Melhor marca do ano   | Melhor marca do ano (World leading)          | Recorde asiático      | Recorde asiático (Asian)              | DNS                        | Não largou (Did not start)                |   |                                      |
| Recorde nacional      | Recorde nacional (National record)           | Recorde europeu       | Recorde europeu (European)            | DNF                        | Não terminou (Did not finish)             |   |                                      |
| Recorde pessoal       | Recorde pessoal do atleta (Personal best)    | Recorde da Oceania    | Recorde da Oceania (Oceania)          | DSQ / DQ                   | Desclassificado (Disqualified)            |   |                                      |
| Recorde da temporada  | Recorde da temporada do atleta (Season best) | Recorde sul-americano | Recorde sul-americano (South America) | NM                         | Sem marca (No mark)                       |   |                                      |